# Dzjaržynskaja hara
Dzjaržynskaja hara (bělorusky Дзяржынская гара) je nejvyšší kopec Běloruska, má nadmořskou výšku 345 m. Nachází se v Minské vysočině (která je součástí Běloruských vrchů), 30 kilometrů západně od Minsku, u města Dzjaržynsk, na katastru vesnice Skirmuntava. Původně se kopec jmenoval Svjataja Hara (Святая гара) tj. Svatá hora. V roce 1958 byl na počest sovětského revolucionáře Felixe Dzeržinskeho (bělorusky Dzjaržynski, Дзяржынскі) přejmenován na současný název. 
Na konci 90. let byla na hoře postavena žulová deska s běloruským nápisem „Dzjaržynskaja hara. Nejvyšší bod Běloruska. Výška 345 m n. m.“ V současnosti místo funguje jako památník. 
Z geologického hlediska je hora součástí morény z doby ledové. Je pokrytá spraší (hlínou a písčitou hlínou). 